# Something Real
Something Real is een nummer uit 2019 van de Nederlandse dj Armin van Buuren en de Nederlandse formatie Avian Grays, ingezongen door de Britse zanger Jordan Shaw. Het is de 14e single van Armins zevende studioalbum Balance.
Het nummer was het anthem van het Roemeense UNTOLD Festival 2019. Hoewel het succes van de Nederlandstalige voorganger Hoe het danst niet werd geëvenaard, werd "Something Real" toch een bescheiden hitje in Nederland. Het haalde de 26e positie in de Nederlandse Top 40. In Vlaanderen bereikte het nummer de Tipparade. Buiten het Nederlandse taalgebied bereikte het nummer geen hitlijsten.